# Olios acolastus
Olios acolastus är en spindelart som först beskrevs av Tord Tamerlan Teodor Thorell 1890.  Olios acolastus ingår i släktet Olios och familjen jättekrabbspindlar. Inga underarter finns listade i Catalogue of Life.